# Hochbreite
Die Hochbreite ist eine 723 m hohe Erhebung im Bayerischen Alpenvorland bei Degerndorf. Am flachen höchsten Punkt befindet sich ein Weide. Wenig unterhalb nördlich der gleichnamige Weiler Hochbreite. Trotz ihrer geringen absoluten Erhebung besitzt die Hochbreite eine Dominanz von fast 10 km bis zur nächsthöheren Erhebung, der Peretshofer Höhe südwestlich.